# Bengts nya kärlek eller Var är barnet?
Bengts nya kärlek eller Var är barnet? är en svensk komedifilm  från 1916 i regi av Georg af Klercker.

## Handling
Kalfaktorn Bengt (Gustaf Bengtsson) är ut på stan i ett ärende åt sin löjtnant, när han på en bänk får syn på barnflickan Zara (Zara Backman). Bengt försöker flörta in sig hos Zara, men hon har redan en fästman, korpralen Kläm. Medan Bengt pratar kommer Kläm, och Zara ber Bengt att passa det lilla barnet en kort stund medan hon pratar med sin fästman. Strax efter kommer löjtnanten förbi och han ger Bengt order om att omedelbart inställa sig på kasernen. Bengt tvingas lämna barnet på bänken och när Zara kommer tillbaka är barnet borta.

## Om filmen
Filmen premiärvisades den 26 december 1916. Filmen spelades in vid Hasselbladateljén Otterhällan i Göteborg. Filmen var en fortsättning på spexet I kronans kläder efter ett filmuppslag som lånats från en fransk fars. 

## Rollista (i urval)
- Gustaf Bengtsson – Nr 43 Bengt, kalfaktor
- Zara Backman – Zara, barnjungfru
- Manne Göthson – Kläm, korpral
- Mary Johnson – Nisse Blomgren, 8 år
- Victor Arfvidson – Gottfrid Rosenlund, grosshandlare
- Ester Göthson – Amanda Rosenlund, hans fru
- Dagmar Ebbesen – Fru Larsson, portvaktstant
- Ludde Gentzel – Lasse Larsson, portvakt, hennes man
- Artur Rolén - Beväring